# Alessandro Rinaldi (Grasskiläufer)
Alessandro Rinaldi (* 16. April 1987 in Alzano Lombardo) ist ein ehemaliger italienischer Grasskiläufer. Er startete von 2003 bis 2005 im Weltcup und nahm an drei Juniorenweltmeisterschaften teil.

## Karriere
Rinaldi bestritt seine ersten FIS-Rennen im Juni 2003 in Traisen. Hierbei war sein bestes Resultat der 19. Platz im Slalom. Drei Wochen später fuhr er mit Platz zehn im Slalom von Rettenbach erstmals in die Top 10. Ende Juli startete er bei der Juniorenweltmeisterschaft in Goldingen, wo er zwei vierte Plätze im Slalom und in der Kombination sowie Rang neun im Super-G erreichte, im Riesenslalom jedoch ausfiel. Eine Woche danach bestritt er in Forni di Sopra seine ersten Weltcuprennen. Er belegte Platz 28 im Riesenslalom und Rang 30 im Super-G und holte damit seine ersten Weltcuppunkte. Bei der Juniorenweltmeisterschaft 2004 in Rettenbach erreichte Rinaldi jeweils Platz sieben im Slalom und in der Kombination sowie Rang 14 im Riesenslalom und Rang 25 im Super-G. Im Juli und August nahm er an den Weltcuprennen in Forni di Sopra und Nové Město na Moravě teil und kam dabei dreimal unter die besten 30. Damit belegte er Rang 38 im Gesamtklassement der Saison 2004.
In der Saison 2005 fuhr der Italiener in allen sechs Weltcuprennen unter die schnellsten 22. Seine besten Resultate waren zwei elfte Plätze im zweiten Slalom von L’Aquila und in der Kombination von Forni di Sopra. Damit erreichte er punktegleich mit seinem Landsmann Marco Colombin Platz 19 im Gesamtweltcup. Zudem erreichte er mit Rang sieben im Slalom von Chiomonte sein bestes Ergebnis in einem FIS-Rennen. Drei Top-10-Resultate gelangen Rinaldi bei der Juniorenweltmeisterschaft 2005 in Nové Město na Moravě. Er wurde Fünfter im Slalom, Neunter im Super-G und damit Sechster in der Kombination. Im Riesenslalom belegte er Rang 15. Nach dieser Junioren-WM bestritt der Italiener keine Grasskirennen mehr.
Bis 2006 nahm Rinaldi auch an Wettbewerben im Alpinen Skisport teil. Sein bestes Resultat bei einem FIS-Rennen war Platz 14 im Slalom von Aprica im Januar 2005.

## Erfolge

### Juniorenweltmeisterschaften
- Goldingen 2003: 4. Slalom, 4. Kombination, 9. Super-G
- Rettenbach 2004: 7. Slalom, 7. Kombination, 14. Riesenslalom, 25. Super-G
- Nové Město na Moravě 2005: 5. Slalom, 6. Kombination, 9. Super-G, 15. Riesenslalom

### Weltcup
- Drei Platzierungen unter den besten 15